# Cain Velasquez
Cain Ramírez Velasquez, né le 28 juillet 1982 à Salinas (Californie), est un pratiquant d'arts martiaux mixtes et un catcheur américain d'origine mexicaine.  
Il est principalement connu pour son travail de combattant d'arts martiaux mixtes à l'Ultimate Fighting Championship (UFC) où il a été champion du monde poids lourd de l'UFC à deux reprises et où il y détient le plus long règne. 
Il arrête les arts martiaux mixtes en 2019 pour devenir catcheur d'abord au Mexique à la Lucha Libre AAA Worldwide puis à la World Wrestling Entertainment (WWE). En 2020, il est un des catcheurs licencié de la WWE en raison de la pandémie de Covid-19.

## Jeunesse
Cain Ramírez Velasquez est le fils d'Efrain Velasquez, un immigré mexicain ayant passé la frontière illégalement, et d'Isabel Ramírez. Il a un frère et une sœur qui s'appellent respectivement Efrain, Jr. et Adela Garcia. Il grandit à Yuma dans l'Arizona. Il fait partie de l'équipe de lutte du Kofa High School où il remporte à deux reprises le championnat de l'IArizona de lutte dans sa catégorie de poids et a un record de 110 victoires pour 10 défaites.
Il poursuit ses études d'abord à l'Iowa Central Community College (en) où il remporte le championnat national junior de lutte. Il part à l'université d'État de l'Arizona où il continue à faire de la lutte. Il est à deux reprises All-American en terminant 5e du championnat NCAA de Division 1 dans la catégorie des plus de 285 lb (130 kg) en 2005 puis 4e l'année suivante.

## Carrière de pratiquant d'arts martiaux mixtes
Après avoir obtenu son diplôme de l'université d'État de l'Arizona, Cain Velasquez part s'entraîner à San José à l'American Kickboxing Academy sous la direction de Javier Mendez. Il y rencontre Dewayne Zinkin qui est agent de combattant d'arts martiaux mixtes et va s'occuper de Velasquez jusqu'en 2015,. Il apprend le kickboxing et est ceinture noire de jiu-jitsu brésilien en 2013,.

### Débuts
Cain Velasquez entame sa carrière professionnelle en MMA le 7 octobre 2006 avec un combat poids lourd au sein de l'organisation américaine Strikeforce. Il y affronte Jesse Fujarczyk lors de l'événement Strikeforce: Tank vs. Buentello, qu'il domine aisément. Velasquez envoie au sol Fujarczyk avec un slam puis continue de lui envoyer des coups en le contrôlant au sol. Fujarczyk revient sur ses genoux, mais ne peut alors contrer les coups de poing du lutteur américain qui remporte la victoire par K.O. technique après un peu moins de deux minutes de combat.
Il s'envole ensuite en Russie pour combattre son compatriote Jeremiah Constant le 16 décembre 2006, lors du Bodog Fight: Clash of the Nations. À nouveau, Velasquez utilise ses compétences en lutte pour amener Constant au sol et envoyer des coups depuis une position supérieure. S'il est un temps inquiété par un étranglement en guillotine, il s'en sort calmement et remporte le match par TKO dès le premier round, après quatre minutes de combat.

### Ultimate Fighting Championship

#### Débuts sans faute
Cain Velasquez et l'Australien Brad Morris font leurs débuts à l'Ultimate Fighting Championship le 19 avril 2008, sur le programme préliminaire de l'UFC 83.
Velasquez se montre supérieur dès l'entame de match, il envoie de nombreux coups de poing qui touchent son adversaire debout puis au sol. Morris n'apporte aucune réponse face à ces offensives et l'Américain remporte alors la victoire par K.O. technique en un peu plus de deux minutes dès la première reprise.
Son combat suivant l'oppose à Jake O'Brien, pourtant remercié par l'organisation après sa défaite face à Andrei Arlovski en mars 2008, mais déjà de retour avant même d'avoir combattu dans une autre promotion. Le match entre ces deux lutteurs a lieu à l'UFC Fight Night 14 du 19 juillet.
Velasquez s'installe rapidement sur son adversaire dos au sol, et l'assène de coups de poing au visage pour à nouveau être déclaré vainqueur par TKO en un peu plus de deux minutes dans le premier round.
Un désaccord financier avec l'UFC concernant un accord de droits sur les jeux vidéo dérivés met ensuite en péril les contrats des combattants de l'American Kickboxing Academy, dont celui de Cain Velasquez.
Toutefois, les deux parties réussissent finalement à s'entendre et l'espoir des poids lourds de l'UFC accueille au sein de la promotion le combattant de Bosnie-Herzégovine, Denis Stojnić.
Les deux hommes se rencontrent alors le 7 février 2009 lors de l'UFC Fight Night 17
et Velasquez domine cette fois-ci son adversaire en pieds-poings dans le premier round. Il l'amène au sol dans le second et travaille en ground-and-pound. Stojnić revient en position quadrupédique mais l'arbitre décide bientôt d'interrompre le match estimant ce dernier sans défense. Velasquez remporte alors une nouvelle victoire par TKO et s'octroie par la même occasion le bonus du KO de la soirée.
C'est ensuite face à Heath Herring que Velasquez est prévu pour l'UFC 99 du 13 juin 2009.
Mais Herring se blesse peu avant l'échéance et c'est finalement le kick-boxeur français Cheick Kongo qu'il affronte lors de cette soirée.
Kongo est alors considéré comme un vrai test pour le lutteur américain, et le Français se montre d'ailleurs supérieur debout en pieds-poings. Mais Velasquez réussit rapidement à amener son adversaire au sol et travaille à nouveau en ground-and-pound. Il remporte logiquement la victoire par décision unanime aux termes des trois rounds.
Shane Carwin est ensuite prévu comme son adversaire suivant pour une confrontation qui pourrait bien déterminer le prochain prétendant au titre des poids lourds de l'UFC.
Mais Carwin est directement propulsé à cette place face à Brock Lesnar, tandis que Velasquez accueille Ben Rothwell dans l'organisation, à l'UFC 104 du 24 octobre 2009.
Velasquez domine à nouveau les débats en utilisant sa lutte et un travail en ground-and-pound pour finalement remporter la victoire par TKO en début de second round.
Velasquez est ensuite annoncé face à Antônio Rodrigo Nogueira, spécialiste du jiu-jitsu brésilien et ancien champion des poids lourds du Pride FC. Le match est d'abord prévu en tête d'affiche de l'UFC 108 du 2 janvier 2010 et le vainqueur de cet affrontement pourrait bien obtenir une chance de combattre pour le titre.
Mais une nouvelle infection à staphylocoque du Brésilien. repousse le combat à l'UFC 110 du 21 février 2010, à Sydney.
Lors de ce combat principal de la soirée, Velasquez touche bien Nogueira en pieds-poings et l'assome avec un crochet du droit et uppercut. Quelques coups supplémentaires au sol suffisent alors au lutteur américain pour remporter la victoire par KO au milieu de la première reprise.
Ce succès lui offre le bonus du KO de la soirée.

#### Champion des poids lourds de l'UFC
À la suite de sa victoire sur Nogueira, il est promu comme nouvel aspirant au titre et programmé face à Brock Lesnar en vedette de l'UFC 121, le 23 octobre 2010.
Lesnar engage le combat de façon agressive enchainant coups de genou et tentatives d'amenées au sol, mais Velasquez se relève rapidement.
Au milieu du round, les coups du jeune aspirant envoie le champion essoufflé dos au tapis. Après un long travail de ground and pound dont ne peut se défaire Lesnar, l'arbitre arrête le combat. Velasquez remporte alors le match par TKO en fin de première reprise et devient le nouveau champion des poids lourds de l'UFC.
La première défense du titre de Velasquez est tout de suite pressenti face au Brésilien Júnior dos Santos. Seulement, le champion doit d'abord se remettre d'une blessure à l'épaule qui doit l'éloigner de la compétition pour au moins six mois.
Après une opération chirurgicale réussie, son retour est envisagé pour l'automne 2011.
Le combat attendu entre Velasquez et dos Santos est d'ailleurs annoncé en août pour l'UFC 139 du 19 novembre 2011, mais le match est bientôt préféré en vedette de la première soirée de l'UFC en partenariat avec la chaine américaine Fox.
Lors de cet UFC on Fox 1 du 12 novembre 2011, le champion est de manière surprenante vaincu par KO en un peu plus d'une minute. Dos Santos utilise ses coups de poing pour s'imposer et assomme l'Américain avec un coup de poing descendant dès le premier round.
Pour la première défaite de sa carrière, Cain Velasquez perd sa ceinture des poids lourds.

#### Reconquête du titre
Il affronte ensuite Antônio Silva à l'UFC 146. Le combat est à sens unique. Cain renverse rapidement le géant et lui assène un violent ground and pound durant plusieurs minutes. "Bigfoot" est ouvert entre les yeux à la suite de nombreux coups de coude et l'arbitre décide de casser la phase afin de le soigner, le sang gênant la vision du Brésilien. Le combat reprend là où il s'était arrêté, Bigfoot sur le dos et Cain au-dessus. Il recommence son travail de démolition. L'arbitre arrête le combat au bout de 3 min 36 s dans le premier round. Cette victoire marque les esprits par sa violence et par la quantité de sang qu'il y a au sol.
Velasquez est donc revenu sur le devant de la scène de manière spectaculaire, ce qui lui permet d'obtenir un combat revanche face à Júnior dos Santos, pour le titre des poids lourds de l'UFC.
Ce combat contre dos Santos a lieu le 29 décembre 2012, à l'occasion de l'UFC 155. Déstabilisant le champion avec sa vitesse, il l'envoie au sol dès la fin du premier round d'une puissante droite suivie de multiples coups portés à la tête. Bien que son adversaire récupère par la suite et parvienne à lutter jusqu'à la fin des cinq rounds, Velasquez domine complètement l'ensemble du combat, qu'il remporte par décision unanime des juges, sur des scores de 50-45, 50-44 et 50-43. Il redevient ainsi le champion des poids lourds, et est le troisième combattant à porter deux fois cette ceinture après Randy Couture et Tim Sylvia.
Il est également le premier à battre le Brésilien à l'UFC.
Il obtient sa première défense de ceinture le 25 mai 2013 lors de l'UFC 160, face à Antônio Silva. Un combat revanche encore plus rapide que le premier puisqu'il lui faut moins d'une minute trente pour déconnecter le géant d'un direct du droit avant de lui mettre 12 coups au sol en quelques secondes. L'arbitre arrête alors le combat et il est déclaré vainqueur par TKO.
Dans la même soirée, Júnior dos Santos met Mark Hunt KO et obtient une nouvelle chance pour le titre.

Le combat est alors programmé pour le 18 octobre 2013 en tête d'affiche de l'UFC 166.
L'attente est énorme autour de ce combat entre les deux meilleurs poids lourds du monde. Les deux hommes ont battu tous leurs adversaires à l'UFC et sont à 1-1 dans leurs deux confrontations. Velasquez remporte le combat par TKO dans le 5e et dernier round.
Bien qu'il prenne quelques coups de poing dangereux durant l’affrontement, il déborde et épuise une nouvelle fois son adversaire grâce à son agressivité, sa vivacité et le nombre de coups solides qu'il lui assène. Le KO est pour le moins atypique. Complètement épuisé, le Brésilien tombe sur sa tête en tentant un étranglement tandis que Cain Velasquez ajoute de la vitesse par une ceinture arrière. Étant immobile au sol, l'arbitre stoppe le combat alors que Velasquez se rue sur lui.
Il conserve donc sa ceinture qu'il défend victorieusement pour la deuxième fois et avec désormais 11 victoires, il égale Randy Couture, Cheick Kongo et Gabriel Gonzaga (qui a remporté sa 11e victoire quelques minutes auparavant) à la seconde place du nombre de victoires dans la catégorie des poids lourds de l'UFC (derrière les 15 de Franck Mir à ce moment-là).

#### Perte du second titre, blessures et retraite du MMA
Peu après cette victoire, l'UFC annonce Fabrício Werdum comme prochain prétendant au titre.
D'abord pressenti pour l'UFC 172 à Mexico en avril 2014, le combat est annulé début décembre à la suite d'une blessure du champion nécessitant une intervention chirurgicale.
Werdum accepte alors une rencontre face à Travis Browne qu'il remporte et le conforte dans sa place d'aspirant numéro un.
En avril, les deux hommes sont alors nommés entraîneurs de la première saison de la série The Ultimate Fighter dédiée aux combattants mexicains et latino-américains. La confrontation des deux hommes à la fin de l'émission est prévu pour le 15 novembre 2014 en vedette de l'UFC 180.
Mais, trois semaines avant le combat, Velasquez annonce être à nouveau blessé et est alors remplacé par Mark Hunt dans un combat qui couronne Werdum comme champion intérimaire des poids lourds de l'UFC, l'absence de Vélasquez étant jugée bien trop longue.
L'unification des titres est alors prévue pour l'UFC 188 du 13 juin 2015 à Mexico.
Après un premier round équilibré, Velasquez montre d'inhabituels signes de fatigue. Werdum en profite et le touche à de nombreuses occasions dans la seconde reprise. Dans la troisième période, à bout de force, Velasquez tente une projection au sol qui permet au Brésilien de verrouiller un étranglement en guillotine et ainsi remporter la victoire.
De retour après vingt mois d'absence, Velasquez perd son second combat professionnel ainsi que son titre de champion.
Werdum propose alors que sa première défense de titre soit un combat revanche pour l'Américain, estimant que les conditions de son retour aient pu affecter l'ancien champion.
Ce nouveau combat entre les deux hommes est d'ailleurs confirmé dès le mois d'août et fixé en fin d'année pour l'UFC 196 du 6 février 2016 à Las Vegas.
Mais une nouvelles fois, Velasquez doit déclarer forfait pour blessure, cette fois au nerf sciatique, moins de deux semaines avant l'échéance. Il est d'abord remplacé par Stipe Miocic, avant que le match ne soit finalement annulé dès le lendemain lorsque Werdum déclare lui aussi forfait pour blessure.
Velasquez a ensuite affronté Travis Browne le 9 juillet 2016 à UFC 200. Il a remporté le combat via TKO dans les dernières secondes du premier tour.
En tant que premier combat de son nouveau contrat de quatre combats, Velasquez participait au premier événement inaugural de l'UFC sur ESPN, UFC sur ESPN 1 contre Francis Ngannou le 17 février 2019. Il a perdu le combat par KO au premier tour après 26 secondes. 
Le 4 octobre 2019, après la première apparition de Velasquez à la WWE , il a été révélé qu'il se retirerait du groupe d'essais de l'USADA pour se concentrer sur sa carrière de catcheur professionnel. Par la suite, le 11 octobre 2019, Velasquez a annoncé sa retraite du MMA.

## Carrière de catcheur

### Lucha Libre AAA Worldwide (2019)
Le 26 mars 2019, Velasquez signe un contrat avec la Lucha Libre AAA Worldwide (AAA), une des plus importantes fédérations de catch au Mexique. Il compte faire ses débuts en tant que catcheur le 3 août à Triplemanía XXVII, un des principaux spectacle de catch de cette fédération.

### World Wrestling Entertainment (2019-2020)
Le 19 juillet 2018, Velasquez s'entraîne au WWE Performance Center avec Norman Smiley et plus tard il rejoint Diamond Dallas Page pour une session de yoga.
Le 4 octobre 2019 à SmackDown, après que Brock Lesnar a remporté le WWE Championship contre Kofi Kingston, Velasquez fait ses débuts, accompagné par Rey Mysterio et attaque Brock Lesnar. Lors d'une interview en backstage, il explique qu'il est là pour venger Mysterio de Lesnar après que celui-ci ait passer à tabac Mysterio et son fils Dominick.
Le 11 octobre 2019, lors d'une conférence de presse, Triple H annonce que Velasquez affrontera Lesnar à Crown Jewel pour le WWE Championship. Plus tard, il est annoncé que Velasquez aurait signé un contrat de plusieurs années à la WWE.
Le 31 octobre, lors de Crown Jewel, il perd par soumission en 2 minutes face à Brock Lesnar et ne remporte donc pas le WWE Championship. Après le match, il se fait attaquer à coups de chaise par Lesnar et celui-ci lui porte ensuite un F-5 sur une chaise.
Ensuite, il n'est plus apparu aux écrans de la WWE afin de soigner sa blessure à la hanche.
Fin avril 2020, en raison de la pandémie de Covid-19, la WWE a organisé une série de licenciements et Cain Velasquez en faisait partie.

## Palmarès en arts martiaux mixtes
| 17 combats     | 14 victoires | 3 défaites |
| Par KO         | 12           | 2          |
| Par soumission | 0            | 1          |
| Sur décision   | 2            | 0          |

### Historique des combats
| Résultat | Record | Adversaire               | Méthode                                 | Événement                            | Date             | Round | Temps | Lieu                                | Notes                                        |
| -------- | ------ | ------------------------ | --------------------------------------- | ------------------------------------ | ---------------- | ----- | ----- | ----------------------------------- | -------------------------------------------- |
| Défaite  | 14-3   | Francis Ngannou          | TKO (coups de poing)                    | UFC on ESPN: Ngannou vs. Velasquez   | 17 février 2019  | 1     | 0:26  | Phoenix, Arizona, États-Unis        |                                              |
| Victoire | 14-2   | Travis Browne            | TKO (coups de poing)                    | UFC 200: Tate vs. Nunes              | 9 juillet 2016   | 1     | 4:57  | Las Vegas, Nevada, États-Unis       |                                              |
| Défaite  | 13-2   | Fabrício Werdum          | Soumission (étranglement en guillotine) | UFC 188: Velasquez vs. Werdum        | 13 juin 2015     | 3     | 2:13  | Mexico, Mexique                     | Perd le titre des poids lourds de l'UFC.     |
| Victoire | 13-1   | Júnior dos Santos        | TKO (slam et coup de poing)             | UFC 166: Velasquez vs. dos Santos 3  | 19 octobre 2013  | 5     | 3:09  | Houston, Texas, États-Unis          | Défend le titre des poids lourds de l'UFC.   |
| Victoire | 12-1   | Antônio Silva            | TKO (coups de poing)                    | UFC 160: Velasquez vs. Bigfoot 2     | 25 mai 2013      | 1     | 1:21  | Las Vegas, Nevada, États-Unis       | Défend le titre des poids lourds de l'UFC.   |
| Victoire | 11-1   | Júnior dos Santos        | Décision unanime                        | UFC 155: dos Santos vs. Velasquez 2  | 29 décembre 2012 | 5     | 5:00  | Las Vegas, Nevada, États-Unis       | Remporte le titre des poids lourds de l'UFC. |
| Victoire | 10-1   | Antônio Silva            | TKO (coups de poing)                    | UFC 146: Dos Santos vs. Mir          | 26 mai 2012      | 1     | 3:36  | Las Vegas, Nevada, États-Unis       |                                              |
| Défaite  | 9-1    | Júnior dos Santos        | KO (coups de poing)                     | UFC on Fox: Velasquez vs. Dos Santos | 12 novembre 2011 | 1     | 1:04  | Anaheim, Californie, États-Unis     | Perd le titre des poids lourds de l'UFC.     |
| Victoire | 9-0    | Brock Lesnar             | TKO (coups de poing)                    | UFC 121: Lesnar vs. Velasquez        | 23 octobre 2010  | 1     | 4:12  | Anaheim, Californie, États-Unis     | Remporte le titre des poids lourds de l'UFC. |
| Victoire | 8-0    | Antônio Rodrigo Nogueira | KO (coups de poing)                     | UFC 110: Nogueira vs. Velasquez      | 20 février 2010  | 1     | 2:20  | Sydney, Australie                   | KO de la soirée.                             |
| Victoire | 7-0    | Ben Rothwell             | TKO (coups de poing)                    | UFC 104: Machida vs. Shogun          | 24 octobre 2009  | 2     | 0:58  | Los Angeles, Californie, États-Unis |                                              |
| Victoire | 6-0    | Cheick Kongo             | Décision unanime                        | UFC 99: The Comeback                 | 13 juin 2009     | 3     | 5:00  | Cologne, Allemagne                  |                                              |
| Victoire | 5-0    | Denis Stojnić            | TKO (coups de poing)                    | UFC Fight Night: Lauzon vs. Stephens | 7 février 2009   | 2     | 2:34  | Tampa, Floride, États-Unis          |                                              |
| Victoire | 4-0    | Jake O'Brien             | TKO (coups de poing)                    | UFC Fight Night: Silva vs. Irvin     | 19 juillet 2008  | 1     | 2:02  | Las Vegas, Nevada, États-Unis       |                                              |
| Victoire | 3-0    | Brad Morris              | TKO (coups de poing)                    | UFC 83: Serra vs. St-Pierre 2        | 19 avril 2008    | 1     | 2:10  | Montréal, Québec, Canada            |                                              |
| Victoire | 2-0    | Jeremiah Constant        | TKO (coups de poing)                    | Bodog Fight: Clash of the Nations    | 16 décembre 2006 | 1     | 4:00  | St-Pétersbourg, Russie              |                                              |
| Victoire | 1-0    | Jesse Fujarczyk          | TKO (coups de poing)                    | Strikeforce: Tank vs. Buentello      | 7 octobre 2006   | 1     | 1:58  | Fresno, Californie, États-Unis      |                                              |